# Jailbait
Jailbait hoặc Jail bait là tiếng lóng trong tiếng Anh. Jail là "tù" và Bait là "mồi", cũng có thể hiểu là "mồi câu". Từ này ý chỉ người có số tuổi nhỏ hơn tuổi hoạt động tình dục mà luật pháp quy định. Phiên bản nam được gọi là malebait.
Từ lóng jailbait bắt nguồn từ thực tế là việc tham gia vào hoạt động tình dục với người chưa đủ tuổi thành niên được phân loại là hiếp dâm theo luật định. Do đó, những đứa trẻ vị thành niên hấp dẫn về mặt tình dục có thể tạo ra những cám dỗ để người lớn tuổi theo đuổi để quan hệ tình dục với nguy cơ bị tống vào tù nếu bị bắt..

## Ví dụ
Ở nước Anh độ tuổi hợp pháp được quy đinh là 16 tuổi, trong khi ở một số tiểu bang Hoa Kỳ thì 18 tuổi, thuật ngữ này sẽ áp dụng cho đối tượng dưới 18 tuổi ở Hoa Kỳ và ở nước Anh là 16 tuổi.